# DJ Muggs
DJ Muggs, właściwie Lawrence Muggerud (ur. 28 stycznia 1968 w Queens w Nowym Jorku) – amerykański DJ i producent muzyczny. Muggerud jest pochodzenia włosko-amerykańskiego, jednak jego nazwisko wywodzi się z języka norweskiego. Jako Dj zasłynął z występów w grupie muzycznej Cypress Hill, będąc ponadto producentem albumów grupy. Muggs współpracował również ze znanym z występów w grupie muzycznej Massive Attack wokalistą Trickym, zespołami House of Pain, Funkdoobiest, raperami GZA, Ice Cube, KRS-One, Eminem czy MC Eiht.

## Dyskografia
- Tricky & DJ Muggs & Grease – Juxtapose (1999)
- Muggs – Dust (2003)
- DJ Muggs vs. GZA – Grandmasters (2005)
- DJ Muggs vs. Sick Jacken (gość. Cynic) – Legend of the Mask and the Assassin (2007)
- DJ Muggs vs. Planet Asia – Pain Language (2008)